# Eschacher Weiher
Der Eschacher Weiher ist ein vom Fürststift Kempten angelegter Weiher im Höhenzug Adelegg im Gemeindegebiet von Buchenberg im schwäbischen Landkreis Oberallgäu, Bayern (Deutschland).

## Geographische Lage
Das Staubecken Eschacher Weiher befindet sich in den südöstlichen Ausläufern des Buchenberger Walds, der sich nordöstlich und östlich an die Adelegg anschließt. Er liegt 3,5 Kilometer (km) westlich des Kernorts von Buchenberg, 1,3 km südwestlich von dessen kleinem Ortsteil Eschach und allenfalls einen halben Kilometer in derselben Richtung von den verstreuten Häusern des Weilers Hahnemoos (jeweils Luftlinie). An den östlichen Berghängen des Hohenkapfs (1121,1 m ü. NHN) wurde er durch eine kleine Staumauer zu einem Wasserspeicher auf 999 m ü. NHN Höhe aufgestaut.
Zwischen den beiden am Westrand durch eine Riedfläche verbundenen Einlaufbuchten der zwei Oberläufe des durchfließenden Baches erstreckt sich eine lange und flache Halbinsel südostwärts bis zur Seemitte. Dicht am Südufer liegt eine kleine Insel.

## Abfluss
Der Eschacher Weiher liegt nahe an der an ihrer tiefsten Stelle etwa 1035–1040 m ü. NHN hohen Rhein-Donau-Wasserscheide im Nordwesten und Norden, sein Ufer ist weniger als einen halben Kilometer vom Oberlauf der Eschach entfernt, die hinter der Wasserscheide über Aitrach, Iller und Donau zum Schwarzen Meer entwässert. Der Weiher selbst wird dagegen vom Steckenrieder Tobelbach durchflossen, der über dem Westufer am Hohenkapf entspringt und unterhalb der Staumauer südostwärts abfließt. Dieser Bach ist einer der Oberläufe der Wengener Argen, deren Wasser über die Untere Argen und die Argen in den Bodensee gelangt und aus diesem über den Rhein zur Nordsee.

## Geschichte
Der Eschacher Weiher, der 1677 (teils auch auf 1693 datiert) angelegt wurde, diente dem Kemptener Fürstabt Rupert von Bodman anfangs insbesondere als Mühl- und Löschwasserteich, aber auch als Fischweiher für die Hofküche. Er wurde 1982 unter Landschaftsschutz gestellt, so dass Wassersport verboten, Baden aber in bestimmten Strandbereichen erlaubt ist. Es existiert ein Bade-Bereich für die Anhänger der Freikörperkultur.

## Fische
Im Eschacher Weiher sind sowohl Karpfen und andere Friedfische, als auch Regenbogenforellen, Bachforellen, Barsche und vereinzelt Seesaiblinge beheimatet.